# Lamium flexuosum
Lamium flexuosum là một loài thực vật có hoa trong họ Hoa môi. Loài này được Ten. mô tả khoa học đầu tiên năm 1820.